# Vanderbilt Cup
Vanderbilt Cup – międzynarodowy wyścig samochodowy, zorganizowany po raz pierwszy w 1904 roku przez Williama Kissama Vanderbilta II. Pierwsze edycja odbyła się 8 października 1904 roku na wyspie Long Island w hrabstwie Nassau. Vanderbilt ufundował wysoką nagrodę pieniężną dla zwycięzcy, co miało przyciągnąć amerykańskich producentów samochodów. Do tej pory wyścigi w Ameryce odbywały się znacznie rzadziej niż w Europie. Wyścig był organizowany z przerwami aż do przystąpienia Stanów Zjednoczonych do I wojny światowej. Po wojnie Puchar wznowiono dopiero w 1936 roku za sprawą bratanka założyciela George'a Washingtona Vanderbilta III. Odbyły się jednak tylko dwie edycje na torze Roosevelt Raceway. Ponowne wznowienie nastąpiło w 1960 roku, kiedy Cornelius Vanderbilt IV ufundował wyścig według przepisów Formuły Junior. Za jego sprawą zorganizowano wyścigi w latach 1965-1968.
Pomysł Pucharu powrócił w 1996 roku, kiedy puchar został przeistoczony w trofeum dla wyścigu U.S. 500 na torze Michigan International Speedway. W 2000 roku Vanderbilt Cup stał się trofeum dla mistrza serii Champ Car aż do 2007 roku. Po bankructwie serii, kierownictwo IndyCar nie zdecydowało się na kontynuację pucharu.

## Zwycięzcy
| Rok                       | Kierowcy           | Samochód               | Miejsce                    | Wyniki |
| ------------------------- | ------------------ | ---------------------- | -------------------------- | ------ |
| 1904                      | George Heath       | Panhard                | Hrabstwo Nassau            | Wyniki |
| 1905                      | Victor Hémery      | Darracq                | Hrabstwo Nassau            | Wyniki |
| 1906                      | Louis Wagner       | Darracq                | Hrabstwo Nassau            | Wyniki |
| 1907: Nie rozgrywano      |                    |                        |                            |        |
| 1908                      | George Robertson   | Locomobile             | Long Island Motor Parkway  | Wyniki |
| 1909                      | Harry Grant        | ALCO                   | Long Island Motor Parkway  | Wyniki |
| 1910                      | Harry Grant        | ALCO                   | Long Island Motor Parkway  | Wyniki |
| 1911                      | Ralph Mulford      | Lozier                 | Savannah                   | Wyniki |
| 1912                      | Ralph DePalma      | Mercedes               | Milwaukee                  | Wyniki |
| 1913: Nie rozgrywano      |                    |                        |                            |        |
| 1914                      | Ralph DePalma      | Schroeder-Mercedes     | Santa Monica               | Wyniki |
| 1915                      | Dario Resta        | Peugeot                | San Francisco              | Wyniki |
| 1916                      | Dario Resta        | Peugeot                | Santa Monica               | Wyniki |
| 1917–1935: Nie rozgrywano |                    |                        |                            |        |
| 1936                      | Tazio Nuvolari     | Alfa Romeo             | Roosevelt Raceway          | Wyniki |
| 1937                      | Bernd Rosemeyer    | Auto Union             | Roosevelt Raceway          | Wyniki |
| 1938–1959: Nie rozgrywano |                    |                        |                            |        |
| 1960                      | Harry Carter       | Stanguellini           | Roosevelt Raceway          | Wyniki |
| 1961–1964: Nie rozgrywano |                    |                        |                            |        |
| 1965                      | Jim Hall           | Chaparral 2A-Chevrolet | Bridgehampton Race Circuit | Wyniki |
| 1966                      | Jerry Grant        | Lola T70-Ford          | Bridgehampton Race Circuit | Wyniki |
| 1967                      | Mark Donohue       | Lola T70-Chevrolet     | Bridgehampton Race Circuit | Wyniki |
| 1968                      | Skip Scott         | Lola T70-Chevrolet     | Bridgehampton Race Circuit | Wyniki |
| 1996                      | Jimmy Vasser       | Reynard-Honda          |                            |        |
| 1997                      | Alessandro Zanardi | Reynard-Honda          |                            |        |
| 1998                      | Greg Moore         | Reynard-Mercedes       |                            |        |
| 1999                      | Tony Kanaan        | Reynard-Honda          |                            |        |
| 2000                      | Gil de Ferran      | Reynard-Honda          |                            |        |
| 2001                      | Gil de Ferran      | Reynard-Honda          |                            |        |
| 2002                      | Cristiano da Matta | Lola-Toyota            |                            |        |
| 2003                      | Paul Tracy         | Lola-Ford              |                            |        |
| 2004                      | Sébastien Bourdais | Lola-Ford              |                            |        |
| 2005                      | Sébastien Bourdais | Lola-Ford              |                            |        |
| 2006                      | Sébastien Bourdais | Lola-Ford              |                            |        |
| 2007                      | Sébastien Bourdais | Panoz-Cosworth         |                            |        |